# Weisweiler
Weisweiler este o localitate din bazinul minier carbonifer de cărbune brun, care din anul 1972 este un cartier din partea de est a orașului Eschweiler, landul Renania de Nord-Westfalia, Germania. Simbolul reprezentativ al orașului fiind termocentrala electrică Kraftwerk Weisweiler.
Coordonate: 50° 50′ N, 6° 19′ E